# بين بيشوب
بين بيشوب (بالإنجليزية: Ben Bishop)‏ هو لاعب هوكي الجليد أمريكي، ولد في 21 نوفمبر 1986 في دنفر في الولايات المتحدة.

## وصلات خارجية
- بين بيشوب على موقع دوري الهوكي الوطني (الإنجليزية)
- بين بيشوب على موقع قاعة مشاهير الهوكي (لاعب أن.إتش.أل) (الإنجليزية)
- بين بيشوب على موقع EliteProspects.com (الإنجليزية)
- بين بيشوب على موقع HockeyDB.com (الإنجليزية)
- بين بيشوب على موقع Hockey-Reference.com (الإنجليزية)